# Angelica pachyptera
Angelica pachyptera là một loài thực vật có hoa trong họ Hoa tán. Loài này được Avé-Lall. mô tả khoa học đầu tiên năm 1843.